# 斉藤滋宣
斉藤 滋宣（齊藤、さいとう しげのぶ、1953年（昭和28年）3月2日 - ）は、日本の政治家。秋田県能代市長（5期目）。元参議院議員（1期）、元国土交通大臣政務官、元秋田県議会議員（2期）。

## 人物
北海道勇払郡厚真町出身。中央大学在学中に、野呂田芳成（当時・参議院議員）の秘書となったことが契機となり、山本郡二ツ井町（現・能代市）を地盤として、1991年に当時の山本郡選挙区から出馬し、県議を2期目途中まで務める。
1998年、引退する参議院議員・佐々木満の後継として、参議院議員選挙に自民党公認で立候補し初当選。第1次小泉第2次改造内閣及び第2次小泉内閣では国土交通大臣政務官を務めた。
2004年、元テレビ局アナウンサーの鈴木陽悦（無所属）に敗れ落選。
2006年に新設合併した能代市の市長選に出馬し、旧市の市長であった豊澤有兄を下し、初代市長に就任（なお、平成の大合併期に発足した合併自治体の初代首長で、旧自治体の首長以外が当選したのは秋田県では唯一のケースとなった）。
2010年、無投票で再選。2014年、3選。2018年、前市議会議員の小野立を退け、4選。2022年の市長選挙で5選。

## 政策・主張
- 選択的夫婦別姓制度導入に賛成[4]。
- 2020年4月30日、新型コロナウイルス感染の拡大を受け、業種や県の休業要請の対象か否かにかかわらず、同年1～12月までの任意の月の売り上げが前年同月比で3割以上減少した全事業者に市独自で一律20万円の支援金を給付すると発表した[5]。
- 同年5月12日、コロナウイルス対策の財源に充てるため、自身の6月期末手当を全額カットし、副市長、監査委員、教育長と市議の期末手当を50％減額する条例改正案を市議会臨時会に提出した。削減額は執行部側と市議19人（欠員1）を合わせて982万5,440円で、改正案は同日、可決された[6][7]。

## 役職
参議院議員時
- 参議院労働社会政策委員会理事
- 参議院自由民主党副幹事長
- 参議院厚生労働委員会理事
- 自由民主党秋田県連会長（2001年6月～）
- 参議院内閣委員会理事
- 参議院国会対策委員会副委員長
- 参議院議院運営委員会理事
- 国土交通大臣政務官（2003年9月～2004年7月）